# Lituània Menor

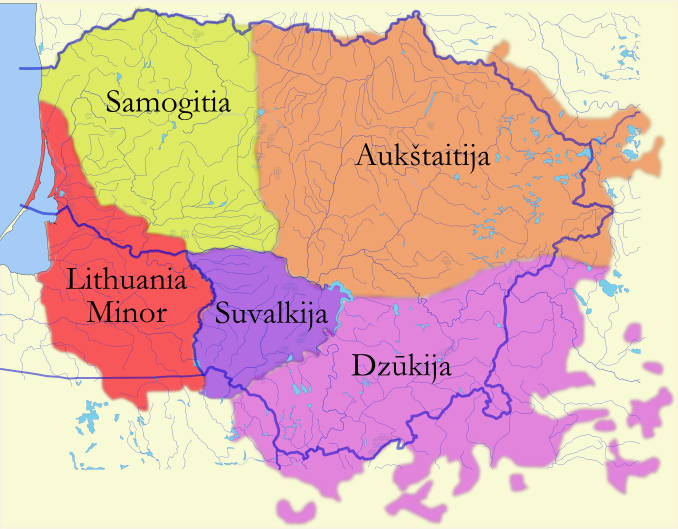
Lituània Menor i les altres Regions etnogràfiques històriques.

Lituània Menor (en lituà: Mažoji Lietuva; en alemany: Kleinlitauen; en polonès: Litwa Mniejsza; en rus: Máлая Литвá) és una regió històric etnogràfica de Prússia, després Prússia Oriental a Alemanya, on prussians lituans o Lietuvininkai vivien. Lituània Menor conté la part nord d'aquesta província i va obtenir el seu nom a causa de la substancial parla lituana de la població. Abans de la invasió dels cavallers teutònics al segle xiii, la major part del territori conegut més endavant com «Lituània Menor» va ser habitada per les tribus de escalvians i nadruvians. La terra va esdevenir un desboscat, en certa manera durant la guerra entre Lituània i l'Orde Teutònic. La guerra va acabar amb el Tractat de Melno i la terra va ser repoblada pels nou-vinguts lituans, els refugiats que retornaven, i els pobles bàltics indígenes restants; el terme Lituània Menor va aparèixer per primera vegada entre 1517 i 1526. Amb l'excepció de la regió de Klaipėda, que va esdevenir un territori sota mandat de la Societat de Nacions el 1920 pel Tractat de Versalles i va ser annexada a Lituània 1923-1939, la zona va formar part de Prússia fins a 1945. Avui dia una petita part de Lituània Menor es troba dins de les fronteres de Lituània moderna i Polònia, mentre que la major part del territori pertany a l'óblast de Kaliningrad de Rússia.
Encara que no queda gairebé res de la cultura d'origen a causa de l'expulsió dels alemanys després de la Segona Guerra Mundial, Lituània Menor ha fet una important contribució a la cultura lituana en el seu conjunt. La forma estàndard per escrit de Prússia i Lituània va proporcionar l'«esquelet» del lituà modern, es va desenvolupar en les persones properes a Stanislovas Rapalionis i es van graduar a l'escola d'idiomes de Lituània establerta a Vílnius. Entre ells s'inclouen els noms notables d'Abraomes Kulvietis i Martynas Mazvydas. Durant els anys de la prohibició de la premsa en lituà, la majoria dels llibres lituans impresos utilitzant l'alfabet llatí es van publicar a Lituània Menor.

## Terminologia
El terme Lituània Menor (Kleinlitauen en alemany) s'aplica a la part nord-est de l'antiga província de Prússia Oriental (uns 31.500 km²). Va ser esmentat per primera vegada com a Kleinlittaw a la crònica prussiana de Simon Grunau a començaments del segle xvi (entre 1517 i 1526) i més tard es va repetir per un altre cronista de Prússia, Lucas David. El terme Lituània Menor es va esmentar per primera vegada durant el segle xix i es va utilitzar de manera més àmplia durant el segle xx, sobretot entre els historiadors i etnògrafs.
El límit nord-est de la zona de Prússia habitada pels lituans era la frontera estatal entre Lituània i Prússia i la frontera nord estava al llarg del Riu Neman, però el límit del sud-oest no estava clar. Així, el territori de Lituània Menor s'ha entès de manera diferent segons les parts de les zones, podria ser: 
- la zona limitada al sud per M. Toeppen-A. La línia de Bezzenberger (d'uns 11.400 km²) el que és, més o menys, la zona de l'antiga Província lituana administrativa (al voltant de 10.000 km²), on la població va ser quasi en la seva totalitat de Lituània fins als anys 1709/1711,
- o la zona de l'antiga regió amb majoria lituana real o de considerable percentatge (aproximadament de 17 a 18.000 km²).[2]

## Cultura

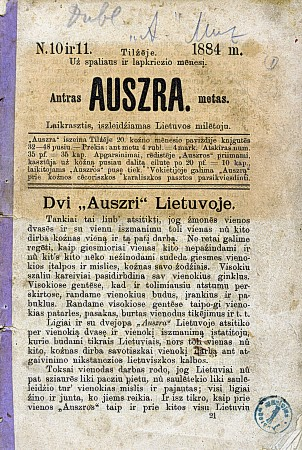
Aušra editat a Tilsit

El primer llibre en lituà, preparat per Martynas Mažvydas, va ser imprès a Königsberg el 1547, mentre que la primera gramàtica lituana per Daniel Klein Grammatica Litvanica, es va imprimir allà el 1653.
Lituània Menor va ser la llar de Kristijonas Donelaitis, pastor, poeta i autor de Les estacions, que marquen el començament de la literatura lituana. Les estacions va donar una real representació de la vida quotidiana dels països de Lituània prussiana.
La regió va ser un important centre de la cultura lituana, que va ser perseguida durant l'ocupació de Lituània pròpia per l'Imperi Rus. Aquest territori havia estat lentament polonitzat en ser part de la Confederació de Polònia i Lituània i va ser fortament russificació també per part de l'Imperi Rus, especialment a la segona meitat del segle xix. Durant la prohibició de la impressió en lituà per Rússia a partir de 1864 fins a 1904, els llibres lituans van ser impresos en les ciutats de Prússia Oriental com Tilsit, Ragnit, Memel, i Königsberg, i de contraban a Rússia per Knygnešiai. Els primers diaris en llengua lituana van aparèixer a Lituània Menor, com l'Aušra, editat per Jonas Basanavičius, succeït per Varpas per Vincas Kudirka. Ells havien contribuït sobre manera a la recuperació nacional de Lituània del segle xix.